# Liebenberg (Grünheide (Mark))
Liebenberg ist ein Wohnplatz im Ortsteil Kienbaum der Gemeinde Grünheide (Mark) im Landkreis Oder-Spree in Brandenburg.

## Geografische Lage

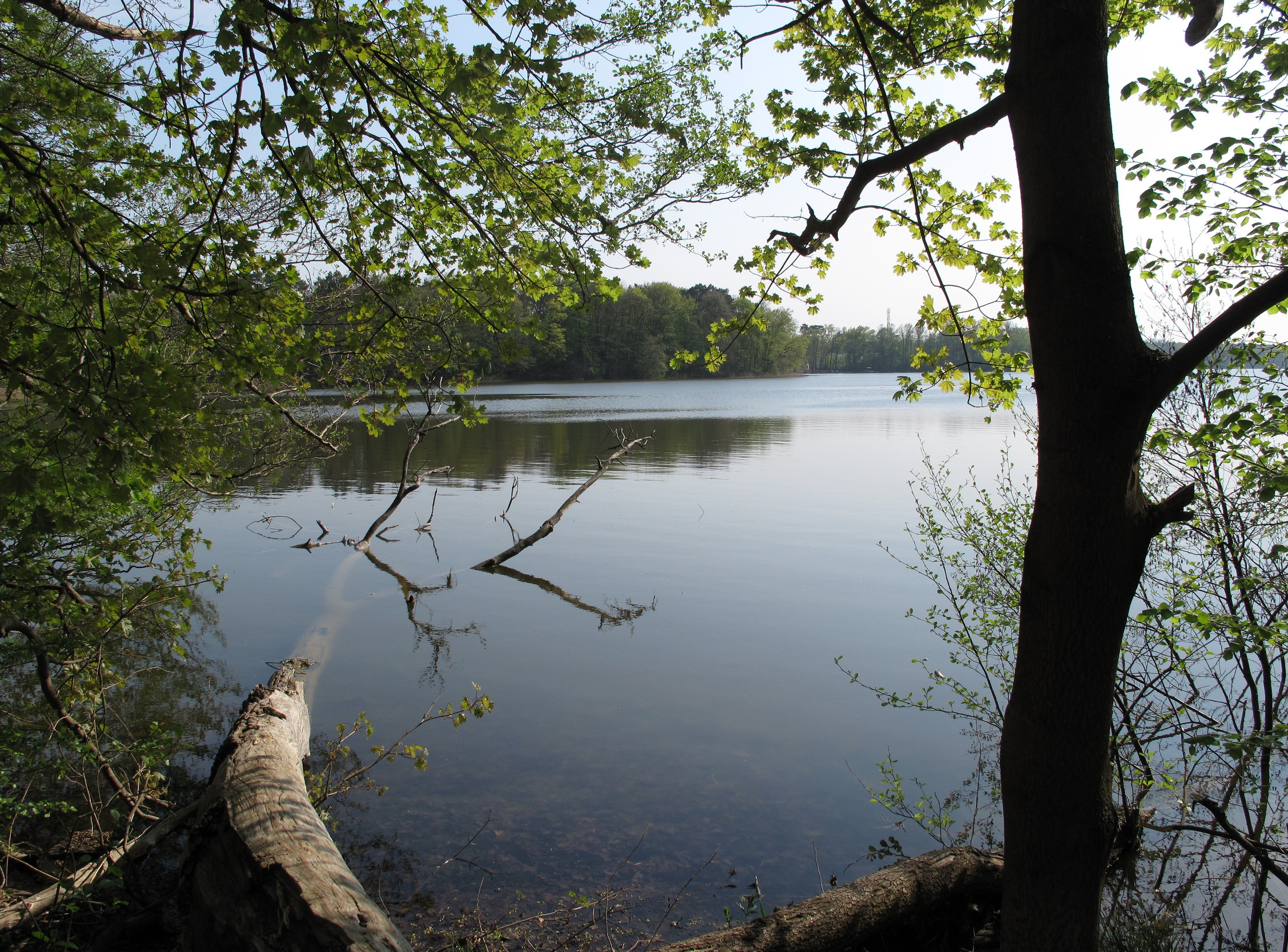
Liebenberger See

Der Wohnplatz liegt rund 800 m nördlich von Kienbaum und grenzt im Norden und Nordwesten an den Liebenberger See. Südlich fließt die Löcknitz von Nordosten kommend in südlicher Richtung am Wohnplatz vorbei. Zwischen ihr und dem Liebenberger See besteht über das Lichtenower Mühlenfließ eine Verbindung. Das Gelände im Bereich des Sees liegt auf rund 38 m ü. NHN und steigt nach Süden hin auf rund 45 m ü. NHN leicht an. Nördlich erstreckt sich das Rote Luch, der höchstgelegene Teil der eiszeitlichen Buckower Rinne, die das Berliner Urstromtal bei Erkner mit dem Oderbruch im Eberswalder Urstromtal bei Neutrebbin verbindet und die nordwestlich gelegene Hochfläche des Barnim von der südöstlich gelegenen des Landes Lebus trennt.

## Geschichte

### Frühzeit bis 15. Jahrhundert

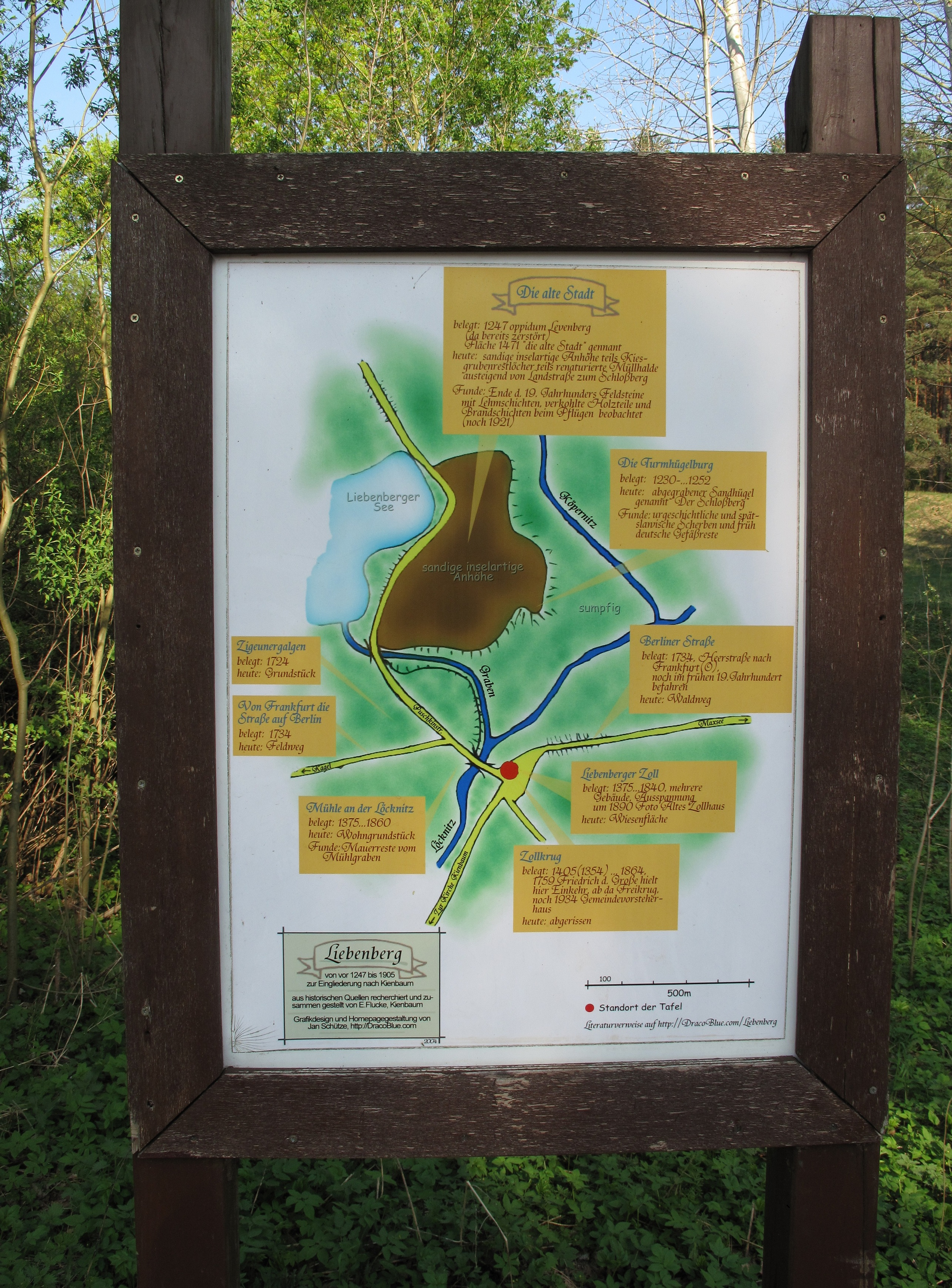
Informationstafel in Liebenberg

Bei archäologischen Grabungen konnten slawische Siedlungsspuren nachgewiesen werden, darunter große Urnen. Das Zentrum lag dabei nordöstlich auf einer sandigen, inselartigen Anhöhe, auf der eine Turmhügelburg aus der ersten Hälfte des 13. Jahrhunderts nachgewiesen wurde, die im 21. Jahrhundert als Schloßberg bezeichnet wird. Urkundlich erstmals erwähnt wurde Liebenberg im Jahr 1247 als Oppidum. Es gehörte zu dieser Zeit zum Besitz des Klosters Zinna, war jedoch bereits zerstört. Der Ausbau als befestigte Siedlung an der Grenze zum Bistum Lebus und seine Lage am Roten Luch deutet darauf hin, dass Liebenberg eine strategische Bedeutung als Grenzbefestigung besaß. Aus den Jahren 1258/1267 sind Holzungsrechte des Klosters in Liebenberg überliefert. Eine weitere Erwähnung zu Livenberghe findet sich im Jahr 1319: Mittlerweile hatte die Stadt Müncheberg das Recht erhalten, in der Heide zu Liebenberg Holz zu schlagen. Eine Stadt Liebenberg erschien nicht mehr und ist damit ein weiterer Hinweis auf eine frühere Zerstörung. Im Landbuch Karls IV. im Jahr 1375 ist eine Mühle in Lyebenberg, Libenberg, Liebenberg verzeichnet, die gleichzeitig auch eine Zollgrenze zwischen dem Kloster Zinna und dem Bistum Lebus darstellte. Im Jahr 1405 war ein Krug entstanden; die ehemalige Stadt und Grenzfeste hatte allerdings erheblich an Bedeutung verloren. Im Jahr 1471 gab es lediglich noch eine Mühle „am Liebenberge“ sowie einen Erbacker, der – in Anlehnung an die frühere Bedeutung – als „die alte Stad“ bezeichnet wurde. Ein weiterer Acker befand sich in Richtung Kienbaum; hinzu kam eine neu gerodete Fläche Heideacker bei Kagel. An der Mühle lebte und arbeitete ein Zweihufner.

### 16. bis 17. Jahrhundert
Im Jahr 1542 wurde lediglich von einem Müller in Liebenberg gerichtet. Kurz darauf übernahm das Amt Rüdersdorf die Gemarkung (1553). Der Müller erschien erneut im Jahr 1574 als „zu Zinndorf gehörig“, der Krug nebst Zollgrenze bestanden ebenfalls noch. Die Zollstätte und der Krug kamen im Jahr 1598 an das Amt Fürstenwalde.
Im Jahr 1606 besaß der Krüger keine Hufen mehr, sondern nur Radeland, also gerodetes Land, das nicht so ertragreich wie ein Acker war. Er hatte mittlerweile aber das Recht erhalten, selbst Bier zu brauen. Im Jahr 1624 erschien erneut der Müller aus Liebenberg mit einem Rad; 1652 die Erbmühle mit Wiesen und Heideland.

### 18. bis 19. Jahrhundert
Westlich der Löcknitz gab es im Jahr 1724 eine als Zigeunergalgen bezeichnete Hinrichtungsstätte. In den Folgejahren entstanden mehrere Handelswege. Im Jahr 1734 gab es eine Straße von Frankfurt (Oder) nach Berlin, die im 21. Jahrhundert nur noch als Feldweg erkennbar ist. Sie führte als Berliner Straße nach Osten und ist mittlerweile lediglich ein Waldweg. Im Jahr 1745 gab es eine Wassermühle mit zwei Gängen; 1775 wurde lediglich von einer Wassermühle, Zoll und Krug berichtet. Diese wurde 1801 weiterhin betrieben. Es gab dort eine Feuerstelle (= Haushalt) sowie einen Erbbraukrug und drei Einlieger, die drei Feuerstellen betrieben. In der Mühle lebten sechs Personen, im Zollhaus und Krug weitere 36 Personen. Aus dem Jahr 1817 ist lediglich bekannt, dass im Krug zwölf Personen lebten, 1840 waren es in Liebenberg nur noch zehn Personen in einem Wohnhaus. Erst zur Mitte des 19. Jahrhunderts zogen weitere Personen zu. Es gab zwei Wohn- und zwölf Wirtschaftsgebäude, darunter eine Dampfwasserölmühle, eine Wassergetreidemühle und eine Wassersägemühle. Das Jahr 1858 verzeichnet für Liebenberg 52 Einwohner. Das Zollgebäude stand noch um 1890 im Dorf.

### 20. und 21. Jahrhundert
Zu Anfang des 20. Jahrhunderts war eine Fabrik und Häusergruppe entstanden (1927), in der 30 Personen lebten (1925). Der Zollkrug diente noch 1934 als Haus des Gemeindevorstehers. Liebenberg wurde 1950 Wohnplatz, 1957 ein Ortsteil von Kienbaum. Im historischen Zentrum der „alten Stadt“ befinden sich im 21. Jahrhundert Reste einer Kiesgrube sowie eine mittlerweile renaturierte Müllhalde, die sich von der Landstraße aus in Richtung Schlossberg erstreckt. Die Mühle dient als Wohngrundstück, der Zollkrug ist abgerissen. Ein Großteil der Gemarkung wird vom Bundesleistungszentrum Kienbaum genutzt. Am 31. Dezember 2001 kam Liebenberg mit Kienbaum zur Gemeinde Grünheide (Mark).